# KazSat-1
KazSat 1 (in kazako ҚазСат-1?, QazSat-1), il primo satellite artificiale Kazako, fu lanciato il 18 giugno 2006, con un missile Proton-K. Contenente 12 transponder banda Ku  (72 MHz ciascuno), KazSat era un satellite per le telecomunicazioni progettato per occupare un'orbita geosincrona a circa 36 km sopra la terra. È stato prodotto da Khrunichev State Research and Space Center in cooperazione con Thales Alenia Space. Il controllo parziale del satellite è stato perso nel luglio 2008 e completamente nell'ottobre 2008.

## Specifiche
- Sviluppatore principale del carico utile: Thales Alenia Space
- Numero di transponder: 12, quattro dei quali sono transponder di grande capacità
- Pass-band A-Channel: 72 MHz
- Zona di servizio sul territorio del Kazakistan: forma ellittica 2.500 miglia per 3.800 miglia
- Frequenze:
  - Trasmissione: 10950 - 11700 MHz
  - Ricezione: 14000 - 14500 MHz
  - Radiofaro: 11199,5 MHz
- Potenza:
  - Televisione: 52,5 dBW minimo
  - Lineare: minimo 49,0 dBW
- Qualità di ricezione: almeno 5.3 db / to
- Capacità del trasmettitore:
  - Televisore (modalità di saturazione): > 65 W
  - Comunicazioni e trasmissione dati (modalità di saturazione): > 45 W
  - Comunicazioni e trasmissione dati (modalità quasilineare):> 28 W
- Consumo di energia: 1300 W
- Durata utile prevista: 10-12,5 anni.
- Orbita: orbita geostazionaria sopra 103 gradi est.